# Гай Меммий Регул
Гай Ме́ммий Регу́л (лат. Gaius Memmius Regulus; умер после 65 года) — политический деятель эпохи ранней Римской империи, ординарный консул 63 года.

## Биография
Его отцом был консул-суффект 31 года Публий Меммий Регул. С 35 по 45 год Регул находился на посту легата при своём отце, который управлял провинциями Македония, Ахайя и Мёзия. Позднее, в 63 году, Гай занимал должность ординарного консула вместе с Луцием Вергинием Руфом. После консульства, в 65 году Регул вошёл в состав коллегий жрецов Августа и Клавдия.